# Palau de Màlia
El palau de Màlia és un palau minoic trobat a Màlia, Creta.
Les restes principals corresponen al palau nou, del que només una part es conserva, al nord-oest; una estructura obliqua al nord és d'època postpalatal. L'accés és per l'oest per una zona pavimentada creuada per les vies de processó; cada costat del complex té la seva entrada essent les principal les del nord i sud. El palau s'estructura entorn d'un tall central amb pòrtics al nord i est, i un altar al centre; la part més important són dues ales occidentals amb magatzems, cambra de culte, i apartaments d'oficials; la lògia té un passadís que s'obre al tall central, i cambres a l'oest dedicades al culte, la cripta del pilar amb una antecambra (també de caràcter religiós) i entre ambdós unes grans escales que porten al pis de dalt; un altre tram d'escales porta a una zona probablement utilitzada com a teatre, al sud-oest de la part central, darrere el famós "kernos" de Malia. L'ala sud té magatzems, habitacions i habitacions de convidats, un petit altar, i la monumental entrada pavimentada del sud que porta directament a la part central. La part sud-oest és ocupada per vuit estructures circulars que es feien servir per emmagatzemar gra (sils). L'ala est és ocupada per magatzems de líquids, amb plataformes baixes plenes de pithoi (gran gerres) i un sistema de canals i receptacles per recollir líquids. Darrere la stoa del nord de la part central hi ha la sala hipòstila i una antecambra; sobre aquestes dependències, al damunt, una sala de la mateixa mesura, suposadament sala de banquets; a l'oest un corredor pavimentat connecta la part central amb la part nord, que està rodejada de magatzems i sales de treball, i pel corredor de la part nord-oest; a l'oest les habitacions oficials del palau: al centra la sala de recepcions amb la típica polithyra minoica, i darrere, els banys.

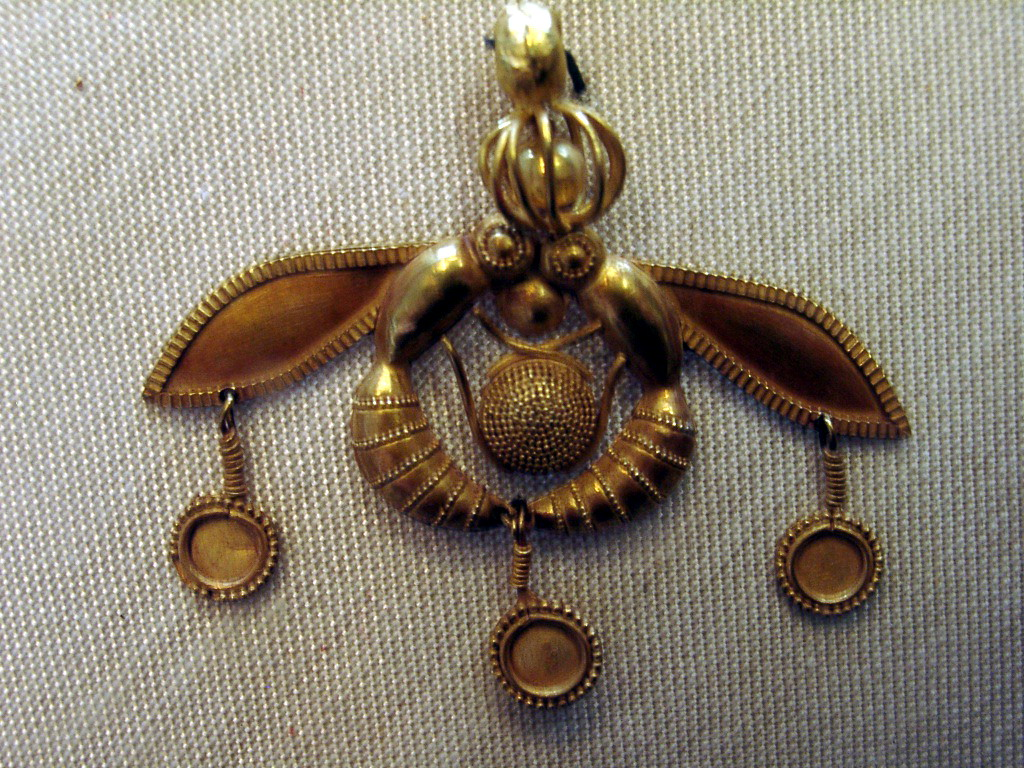
l'abella d'or de Malia

El palau està rodejat per una ciutat, una de les més importants ciutats minoiques de Creta (i la més important de les ciutats excavades). Al nord de la part occidental hi ha l'àgora i una cambra hipòstila, suposadament cambra del consell, connectada amb la pritania dels temps històrics. Les parts principals excavades són els sectors M i Z, les cases E, Da i Db. Els edificis de la ciutat inclouen edificis religiosos, oficials, magatzems, llocs de feines, i d'altres.
El cementiri del primer palau o Palau vell és al nord-est del palau, prop de la costa. Les tombes principal són un estens conjunt de tombes conegut com a Chryssolakkos, on es va trobar l'arracada o penjoll de l'abella d'or.